# Stéphane Bortzmeyer
Stéphane Bortzmeyer es un ingeniero francés especializado en  redes informáticas.

## Biografía
Stéphane Bortzmeyer es un ingeniero investigador en la Association Française pour le Nommage Internet en Coopération. Como ingeniero, se ocupa de la seguridad de los sistemas de información, específicamente del sistema de DNS
Es miembro activo del Grupo de trabajo de ingeniería de Internet y es autor de muchas publicaciones de Request for Comments, que es un grupo de trabajo de ingeniería que describe varios aspectos del Internet y está muy relacionado con el Sistema de nombres de dominio y la privacidad·.